# Митино (Удмуртия)
 Митино  — деревня в Глазовском районе Удмуртии в составе  сельского поселения Понинское.

## География
Находится на расстоянии примерно 15 км на север-северо-восток по прямой от центра района города Глазов. 

## История
Известна с 1891 года как выселок Агафоновский из села Понино, в 1905 (починок Агафоновский или Митенки) дворов 11 и жителей 85, в 1924 14 дворов и 77 жителей (тогда все были русские). С 1932 года Митино. Работали  колхозы «Работник» и им. Сталина.  

## Население
Постоянное население  составляло 120 человек (удмурты 86%) в 2002 году, 83 в 2012.